# Geovanny Jara
Geovanny Jara Granados (Puntarenas, 20 de julio de 1967) es un exfutbolista costarricense. Disputó la Copa Mundial de Fútbol de 1990. Es hermano del también exfutbolista Claudio Jara.

## Trayectoria
Inició su carrera deportiva en el Club Sport Herediano, haciendo su debut en la Primera División de Costa Rica en 1989. Con los florenses jugó un total de 422 partidos y consiguió el título de campeón en la temporada de 1993. 
En el 2004 dejó el club para unirse al Puntarenas Fútbol Club, pero tras una temporada su contrato le fue rescindido.
Posteriormente militaría con la Club Deportivo Belén Siglo XXI en el 2005 y con el Asociación Deportiva Ramonense, equipo con el que se mantendría hasta su retiro en el 2006.

### Clubes
| Club             | País       | Año       |
| ---------------- | ---------- | --------- |
| C. S. Herediano  | Costa Rica | 1989-2004 |
| Puntarenas F. C. | Costa Rica | 2004      |
| Belén F. C.      | Costa Rica | 2005      |
| A. D. Ramonense  | Costa Rica | 2005-2006 |

## Selección nacional
Jara debutó con la selección de fútbol de Costa Rica en mayo de 1990 en un partido amistoso ante Polonia. Al mes siguiente disputó la Copa Mundial de Fútbol de 1990, pero desde su puesto de suplente.
En 1992 fue convocado para actuar en la Copa Mundial de Fútbol Sala de la FIFA.
Posteriormente participó de la Copa América 1997, la Copa Uncaf 1999 y la Copa de Oro de la Concacaf 2002, además de actuar en algunos partidos de la clasificación de Concacaf para la Copa Mundial de Fútbol de 2002, sumando un total de 11 partidos. 
Jugó su último partido internacional el 27 de marzo de 2002 contra Marruecos.

### Participaciones en Copas del Mundo
| Mundial                        | Sede      | Resultado        |
| ------------------------------ | --------- | ---------------- |
| Copa Mundial de Fútbol de 1990 | Italia    | Octavos de final |
| Copa Mundial de Futsal de 1992 | Hong Kong | Fase de grupos   |

## Palmarés

### Como jugador

#### Títulos nacionales
| Título                         | Equipo          | País       | Año  |
| ------------------------------ | --------------- | ---------- | ---- |
| Primera División de Costa Rica | C. S. Herediano | Costa Rica | 1993 |

#### Títulos internacionales
| Título               | Equipo     | País       | Año  |
| -------------------- | ---------- | ---------- | ---- |
| Copa Centroamericana | Costa Rica | Costa Rica | 1999 |